# Josef Altstötter
Josef Altstötter (Bad Griesbach, 4 de janeiro de 1892 – Nuremberg, 13 de novembro de 1979) foi um oficial de alta patente do Ministério da Justiça da Alemanha durante o regime nazista. Após a Segunda Guerra Mundial foi julgado nos Processos de Guerra de Nuremberg como réu no Processo contra os Juristas, sendo inocentado das mais severas acusações, mas culpado por ser membro da organização criminosa SS.
Em dezembro de 1947 foi sentenciado a cinco anos de prisão. Após 2 ½ anos, em 1950, Altstötter foi libertado da prisão de Landsberg. De 1950 a 1966 trabalhou como advogado. Morreu em 1979 aos 87 anos de idade em Nuremberg.

## Condecorações
- Cruz Germânica de ouro em 25 de março de 1942[2]